# Försäkringsmedicin
Försäkringsmedicin är ett kunskapsområde om hur funktionstillstånd, diagnostik, behandling, rehabilitering och förebyggande av sjukdom och skada påverkar och påverkas av olika försäkringars utformning samt därmed relaterade överväganden och åtgärder inom berörda professioner. 
Ovanstående definition antogs 2008 av Nationellt Försäkringsmedicinskt Forum, ett nätverk som består av representanter för Sveriges Kommuner och Landsting, Försäkringskassan, SBU, Socialstyrelsen, Svenska Läkaresällskapet och Sveriges Läkarförbund.